# Bisdom Mahagi-Nioka
Het bisdom Mahagi-Nioka (Latijn: Dioecesis Mahagiensis-Niokaensis) is een rooms-katholiek bisdom in Congo-Kinshasa met als zetel Mahagi (provincie Ituri). De hoofdkerk is de kathedraal Notre-Dame de Lourdes. Het is een suffragaan bisdom van het aartsbisdom Kisangani en werd opgericht in 1962 als het bisdom Mahagi. In 1967 kreeg het zijn nieuwe naam.
Voor de evangelisatie van de streek stonden de Missionarissen van Afrika in. Paters Laurent Coninx, Jozef Laanen en Broeder Cornelius Ackermans kwamen er aan in 1912. Het bisdom is opgericht op 2 juli 1962 toen het werd afgesplitst van het Bisdom Bunia. De eerste bisschop was Thomas Kuba Thowa. 
In 2017 telde het bisdom 20 parochies. Het bisdom heeft een oppervlakte van 21.000 km2 en telde in 2016 2 miljoen inwoners waarvan 64,7% rooms-katholiek was. De congregatie van de Zusters van Maria van Ingelmunster is actief in het bisdom.

## Bisschoppen
- Thomas Kuba Thowa (1962-1979)
- Alphonse-Marie Runiga Musanganya (1980-2001)
- Marcel Utembi Tapa (2001-2008)
- Sosthène Ayikuli Udjuwa (2010- )